# Agrypnus himalayanus
Agrypnus himalayanus là một loài bọ cánh cứng trong họ Elateridae. Loài này được Jagemann miêu tả khoa học năm 1944.